# Fågelvikshöjden
Fågelvikshöjden – miejscowość (tätort) w Szwecji, w regionie administracyjnym (län) Sztokholm, w gminie Värmdö.
Według danych Szwedzkiego Urzędu Statystycznego liczba ludności wyniosła: 2302 (31 grudnia 2015), 2261 (31 grudnia 2018) i 2238 (31 grudnia 2019).